# ديميتري غراف
ديمتري ألكسندروفيتش غراف (6 سبتمبر 1863 - 19 ديسمبر 1939) (بالروسية: Дми́трий Алекса́ндрович Гра́ве) هو رياضياتي روسي-أوكراني.
من بين تلاميذه نعوم ألخيزير (Naum Akhiezer)، ونيكولاي تشيبوتاريوف (Nikolai Chebotaryov)، وميخائيل كرافتشوك (Mikhail Kravchuk)، وبوريس ديلوناي (Boris Delaunay).

## مسيرته
تلقى ديميتري غراف تعليمه في جامعة سانت بطرسبرج، حيث درس تحت إشراف بافنوتي تشيبيشيف وألكسندر كوركين وآندريه ماركوف. حصل على الماجستير سنة 1889، والدكتوراه سنة 1896، وبعدها بدأ التدريس في جامعة سانت بطرسبرج.
أصبح غراف أستاذا في جامعة خاركيف سنة 1897، وفي سنة 1902 عين أستاذا في جامعة تاراس شفتشينكو الوطنية في كييف. 
يعتبر غراف مؤسس مدرسة الجبر في كييف التي أصبحت مركزًا للجبر في الاتحاد السوفييتي.

## روابط خارجية
- ديميتري غراف في شجرة علماء الرياضيات